# C-801
Le C-801 est un missile antinavire d'origine chinoise à moyenne et longue portée, développé dans les années 1980, faisant également partie de la grande famille des missiles « Silkworm ». Désigné au sein du Code OTAN CSS-N-4 « Sardine », ce missile est également désigné YJ-8, « YJ » étant l'abréviation de « Ying Ji », en chinois : 鹰击, qui signifie « assaut de l'aigle ».
Cette arme, à l'origine prévue pour un emploi depuis les postes à terre, deviendra une plateforme de développement pour d'autres versions plus évoluées, comme l'YJ-1, lancée depuis les sous-marins, et l'YJ-81, lancée depuis les airs. D'autres versions plus évoluées, comme les C-802 et C-803 ou d'autres versions d'assaut terrestre ou antiradar ont aussi suivi.

## Historique et développement
Le C-801 fut développé pour donner suite aux requêtes de la marine chinoise, qui demandait un missile de taille réduite, et étant également la réponse chinoise aux missiles occidentaux Exocet et Harpoon.
De par sa conception, il représente un bond en avant majeur par-rapport aux anciens systèmes, qui héritaient tous de la conception initiale des missiles de la famille Silkworm. Il marqua même le début d'une période d'« influence occidentale » dans la conception des produits créés par la Chine. En effet, le C-801 est d'une taille réduite et dispose de la majeure partie des atouts dont disposent ses concurrents à l'Ouest. Il est d'ailleurs d'une forme et d'un gabarit très proches de ceux de l'Exocet français, tandis que les surfaces de contrôle triples sont quasi identiques à celles du Harpoon américain. Différentes sources affirment d'ailleurs qu'il serait issu d'une rétro-ingénierie du missile français,, et le désignent souvent par le surnom d'« Exocet chinois ».
Après huit ans d'un développement complexe et difficile, le C-801 effectua les tests finals de conception en septembre 1985, détruisant directement ses cibles au cours des 6 vols d'essai,. Le concept final fut approuvé en 1987. Il est le premier de la deuxième génération de missiles anti-navires développé par la Chine.

## Caractéristiques
Le C-801 est constitué d'un fuselage monocoque cylindrique terminé par un nez de forme ovoïde, d'ailes trapézoïdales fixes et d'ailerons trapus à l'autre extrémité. Le long du fuselage se trouvent les fixations adaptées au rail de lancement. Un accélérateur à poudre doté d'ailettes et monté sur la queue,.
Dans la section de nez prennent place un radar de guidage terminal de type monopulse travaillant en hautes fréquences (probablement en bande J),, associé à une charge militaire hautement explosive semi-perforante de 165 kg.
Le compartiment à instrumentation, contenant probablement le système de calculateur de guidage, un gyroscope vertical, un radioaltimètre et son antenne, est situé juste en avant du propulseur principal,. Ce dernier est un moteur-fusée à carburant solide.
Le radar de guidage terminal possède de très bonnes capacités de résistance au brouillage,. Le radioaltimètre, d'une très grande précision, permet au missile de voler vraiment très près de la surface de l'eau. La charge militaire utilise une grande partie de son énergie pour créer du souffle et des fragments, misant sur la vitesse du missile pour perforer la coque du navire, rentrer à l'intérieur puis exploser. Lors des tests finals, un missile attaqua et coula une cible ayant un déplacement de 10 000 T,.
Grâce à sa taille compacte, le C-801 dispose d'un avantage certain sur ses prédécesseurs de la famille des Silkworm, car pouvant être embarqué sur de très nombreuses plateformes diverses, tels les frégates, les petits navires d'escorte, les sous-marins ou les croiseurs lourds et légers. Un nombre plus important d'appareils volants de tous types peuvent également emporter le missile, contrairement à ses aînés, et les batteries de défense côtière peuvent en employer un plus grand nombre sur un seul et même poste de lancement. Il est à noter que la version tirée depuis les sous-marins de ce missile ne peut être utilisée que lorsque le bâtiment a fait surface.
Parmi les candidats maritimes pouvant employer ce missile, notons les sous-marins d'attaque de la classe Han et ceux de la classe Song. Ceux de la classe Romeo, modifiés, peuvent emporter six missiles. Les destroyers de la marine chinoise de la classe Luda sont armés d'un missile balistique CY-1 et de huit missiles YJ-1. Ceux de la classe Luhu sont également équipés de huit de ces missiles.
La version sous-marine du missile fut déployée pour la première fois sur un sous-marin modifié de la classe Romeo, désigné Type 033G et dont le nom de code OTAN allait devenir « classe Wuhan ». Il pouvait emporter six missiles, trois de chaque côté du kiosque. À l'origine, le bâtiment devait faire surface pour tirer les missiles, et seul une unité entra en service à des fins d'évaluation, mais ce même navire participa activement au développement d'une version à changement de milieu, pouvant être tirée depuis les tubes lance-torpilles., qui s'appellerait YJ-1. Une fois les tests de l'YJ-8 model 3 effectués, en 1997, le futur YJ-1 devint opérationnel et devint l'armement principal d'autres sous-marins chinois pendant plus d'une décennie, jusqu'à ce qu'il soit remplacé par la version sous-marine de l'évolution du C-801, le C-802. Bien qu'il soit surclassé par son successeur, le C-801 est toujours en production en petites quantités pour l'exportation, l'un des plus gros clients étant l'Iran.

## Observations opérationnelles
En novembre 2002, la Chine effectua un tir de missile YJ-83 (C-803) à partir d'un chasseur-bombardier Xian JH-7, au-dessus de la baie de Bohai.
Le test de ce nouveau missile prouva qu'il pouvait parcourir le double de la distance estimée au départ par les services d'intelligence américains, qui estimaient ce chiffre aux alentours de 75 miles (environ 130 km). Le missile prouva que sa portée était d'environ 250 km. Ce missile est supposé être un dérivé du C-801, mais peut cependant voler à des vitesses supersoniques, le rendant très difficile à arrêter par les navires visés. Il possède également la capacité à recevoir et actualiser les infos sur sa cible en vol, et sera probablement mis à jour afin de pouvoir équiper les futurs chasseurs-bombardiers améliorés JH-7A.

## Versions

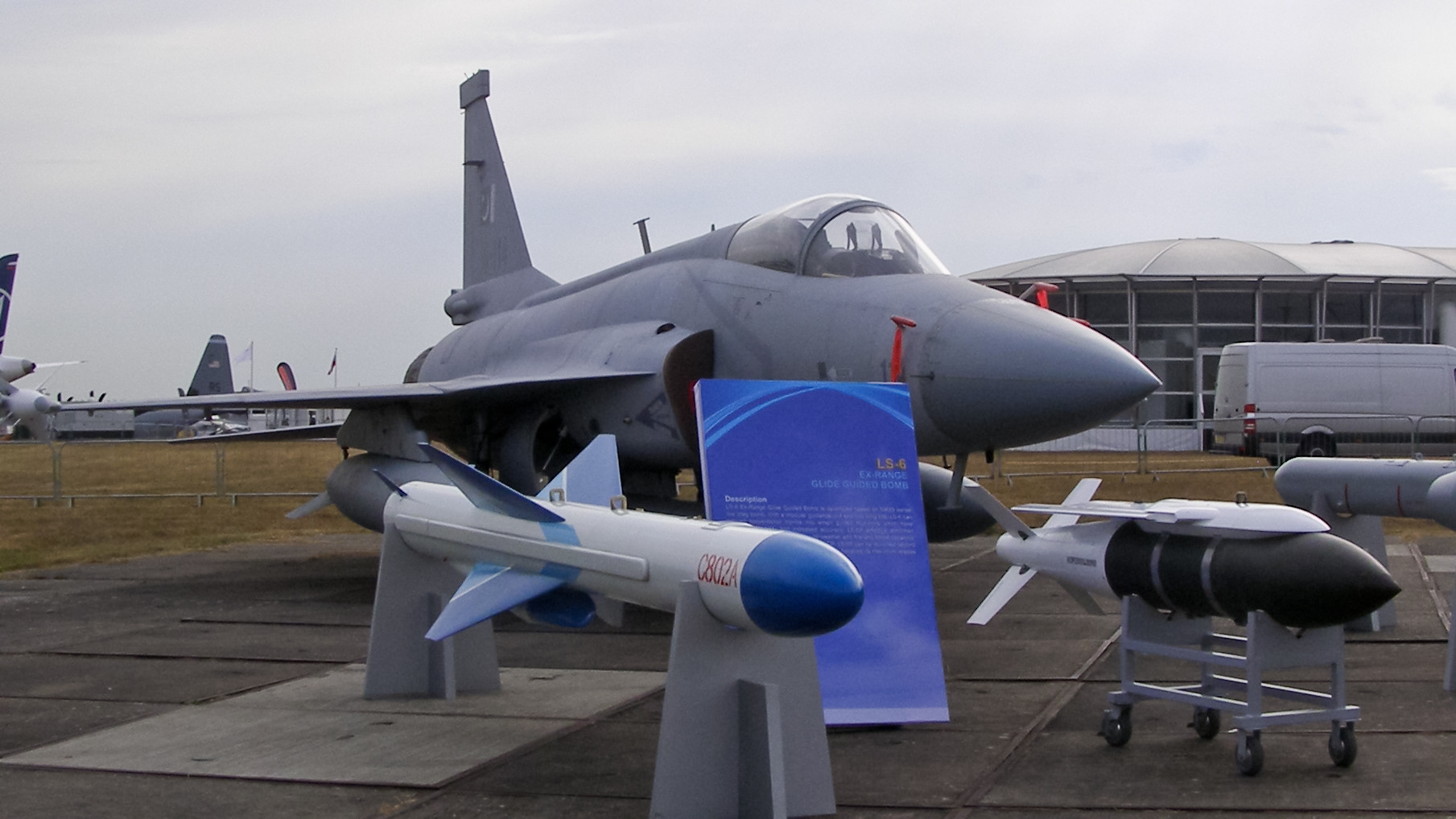
Un C-802 exposé en 2010 devant un avion de chasse JF-17 de la force aérienne pakistanaise.

- C-801 : Version de base du missile.
- C-801A : Identique à la version de base, mais dotée de plans escamotables, d'un auto-test semi-automatique, d'un conteneur balistique de lancement avec couvercle fusible et d'autres technologies permettant d'augmenter le nombre d'exemplaires emportés par les bateaux.
- YJ-1 : Version à changement de milieu, tirée depuis les tubes lance-torpilles des sous-marins.
- YJ-81 : Version aéroportée. Portée de 80 km.
- YJ-82 : Version améliorée du C-801, employant un turboréacteur à la place du moteur-fusée. Portée augmentée à 120 km.
- C-802 : Désignation à l'exportation de l'YJ-82.
- C-803 : Version améliorée du C-802. Appelé aussi YJ-83. Portée d'environ 250 km.

## Utilisateurs
- Chine
- Iran : L'un des plus gros candidats à l'export de ce missile, l'Iran aurait importé pas moins de 100 missiles C-801 et 8 lanceurs entre 1987 et 1988, destinés à un usage maritime comme terrestre[4]. En 1994 il fut déclaré que l'Iran possédait environ 200 exemplaires de missiles C-801, et qu'ils disposaient également de la capacité à produire eux-mêmes leurs propres C-801, désignés « Tondar ». D'autres rapports en 1996 suggérèrent que la Chine était en train d'assister l'Iran avec un nouveau missile anti-navire, le « Karus », supposé être issu des C-801 et C-802. En juin 1997, l'Iran testa deux C-801 de construction chinoise, tirés depuis un chasseur F-4[2].